# Madame Georges Evrard
Pour les articles homonymes, voir Evrard.
Madame Georges Evrard, née Laure Buscy le 29 décembre 1873 à Saint-Pierre (Martinique) et morte après octobre 1917, est une photographe et éditrice de cartes postales française, active dans les années 1900 à la Martinique et en Guyane.

## Biographie
Marie Marcella Laure Buscy naît en 1873, rue Précipice, dans le quartier du Mouillage de Saint-Pierre de la Martinique. Comme ses quatre frères et sœurs, tous nés hors mariage, elle est la fille naturelle de Marie Hortense Buscy. Durant sa jeunesse, elle étudie au pensionnat colonial, établissement laïc ouvert en 1883. Elle obtient en 1891 le brevet élémentaire.
En 1898, sans profession, elle épouse à Saint-Pierre Georges Evrard, commis de 3e classe au commissariat colonial et photographe amateur. Leur fils Maurice naît en 1901.
Les premières cartes postales éditées sous le nom de Madame Georges Evrard sont diffusées vers 1900, constituant une série de 30 vues de Saint-Pierre et de ses environs. Début 1901, les Evrard s'établissent en Guyane — après que Georges Evrard a été muté à Cayenne — échappant ainsi à l’éruption du volcan de la montagne Pelée du 8 mai 1902, dans laquelle leurs familles ont péri.
Peu après son arrivée à Cayenne, Laure Evrard s'établit comme artiste photographe au 38, rue de la Liberté, puis à partir de 1902 au 31, rue Christophe-Colomb. Proposant différents travaux photographiques (portraits, reproductions, agrandissements), elle poursuit par ailleurs son activité d'édition et de vente de cartes postales. Entre 1902 et 1904, environ 130 vues sont produites, montrant les principales communes de la Guyane (Cayenne, Remire, Mana, Saint-Laurent-du-Maroni...), mais aussi le quotidien au bagne de Cayenne et dans les mines aurifères. 
À la fin de l'année 1904, le studio photographique de Laure Evrard passe aux mains du photographe Vincent Jermolière, oncle de son mari[réf. nécessaire], qui reprend également sous son nom l'édition des cartes postales. Les Evrard quittent Cayenne au printemps 1905 pour s'établir en métropole, Georges Evrard ayant été promu comptable au service des troupes coloniales à Toulon. Il meurt en février 1906, d’une maladie contractée au Sénégal. 
Laure Evrard vit toujours avec son fils à Toulon, place Orvès, au moment du recensement réalisé en avril 1911. Au décès de son fils, à leur domicile du 46, rue du Mûrier à Toulon le 16 octobre 1917, elle est toujours en vie et célibataire. La suite de sa vie n'est pas connue,

## Collections
Le catalogue raisonné des cartes postales éditées sous le nom de Madame Georges Evrard est publié en 2012 par Patrice Garcia et Guy Stéhlé, sous le titre Martinique – Guyane. Madame Georges Evrard, photographe et éditeur de cartes postales de 1900 à 1905.
- Bibliothèque Schoelcher, Fort-de-France
- Archives territoriales de Guyane, Cayenne
- Musée Le Planeur bleu, Roura [en ligne sur la bibliothèque numérique Manioc]
- Archives départementales de la Charente-Maritime, La Rochelle : cartes postales et photographies sur les bagnes[10]
- Musée du Quai Branly, Paris

## Exposition
- Du 4 octobre 2015 au 24 janvier 2016, Qui a peur des femmes photographes ?, Paris, musée d'Orsay, musée de l'Orangerie. Œuvre exposée : Iracoubou : les derniers Indiens (Guyane), épreuve photomécanique (format carte postale), 9 x 14, Paris, musée du Quai Branly)[11]

## Source
: document utilisé comme source pour la rédaction de cet article.
- Dominique Salva, « « Mme Georges Evrard », un banal effacement », sur Enquêtes d'identité, 24 juillet 2024 (consulté le 6 septembre 2024)
- Patrice Garcia et Guy Stéhlé, Martinique – Guyane. Madame Georges Evrard, photographe et éditeur de cartes postales de 1900 à 1905, Collection Cart’Outremer, coll. « Photographes et éditeurs des Antilles et de la Guyane », 2012, 32 p.